# ルパン三世 (パチスロ)
ルパン三世 (パチスロ)は2000年に平和が販売したパチスロ機である。

## 概要
本機は絵柄にルパン三世に関連する内容を採用（ルパン、不二子はボーナス絵柄、リプレイ＝手錠、プラム＝弾丸、ベル＝斬鉄剣の切り込み）している。ビッグボーナスは7絵柄、またはルパン絵柄の3つ揃い。レギュラーボーナスは「不二子・不二子・ルパン」となっている。またビッグボーナスの成立ラインによって後述するリプレイ外しの難易度が変化した。

## 演出・リーチ目
本機は4種類の予告音による演出があり対応役が外れれば台右上のルパン役モノが作動。盤面がブルーにフラッシュすればボーナス確定となる（盤面がブルーにフラッシュしなくてもボーナスの可能性は残されている）。また予告演出との絡みにより1リールでボーナスが確定するパターンも存在した。
- サイレン・・・リプレイorハズレorボーナス
- 拳銃・・・プラムorハズレorボーナス
- 斬鉄剣・・・ベルorボーナス（ベルを狙い外れればボーナス確定。またベル成立時は必ず予告音を伴うため予告が無い時のベルハズレ目はボーナス確定となる）
- スペシャル予告音・・・ハズレorボーナス

これら予告はボーナス成立後には発生率が上がるという特長がある。

## リプレイ外し
本機はボーナス7揃いのラインによってリプレイ外しの難易度が変化する。
- ダブルラインで揃える（払い出し15枚）とリプレイ外しの難易度が下がり、リプレイ成立時（予告音発生）に逆押しすることで上段受けとなる。その際は枠内にチェリー付きのルパン絵柄を目押しすればリプレイが外れる。
- シングルライン、ルパン絵柄で揃える（払い出し8枚）とリプレイ外しの難易度が上がり、リプレイ成立時（予告音発生）に逆押しすることで下段受けとなりリプレイを外すにはビタ押しが必要である。その後攻略雑誌の解析によりリプレイ成立時の前ゲームに枠下にルパン絵柄が止まっていた場合は逆押し後空回しすることでリプレイが外れることが明らかになった。

また1枚がけで7を揃えた場合はシングルライン扱いとなるがボーナス中のリプレイ外しの効果も高く難易度の問題もありパチスロ必勝ガイドやパチスロ攻略マガジンなどの攻略雑誌ではビックボーナスを揃える際は3枚掛けで行う事を推奨した。

## その他
- 台右上の役モノはボーナスの告知以外にもビッグボーナス時の獲得枚数を表示する役割も担っていた（例：獲得が370枚の場合、役モノは7歩進む）。
- リーチ目や演出、リプレイ外しなどの効果が高かったことから評価が高く、パチスロ必勝ガイドのパチスロジャーナル2000ではライター投票部門で1位に輝いた[1]。